# 马里奥·卢西奥
小马里奥·卢西奥·达席尔瓦（Mário Lúcio da Silva Junior，1989年12月11日—），简称马里奥·卢西奥，是一名巴西足球运动员，司职中场，曾效力于中国足球甲级联赛球队天津松江。

## 俱乐部生涯
2013年7日，中国足球甲级联赛球队天津松江正式宣布和马里奥·卢西奥签约。